# Giorgio Salati
Giorgio Salati (Milano, 12 novembre 1978) è uno scrittore, sceneggiatore, fumettista e musicista italiano.

## Carriera
Studia sceneggiatura per fumetti presso la Scuola del Fumetto di Milano. Nel 2003 inizia a scrivere storie per Topolino. Nel 2005 viene scelto dall'Accademia Disney per seguire un master di sceneggiatura, dopodiché la sua attività per Disney si intensifica, collaborando con i più importanti disegnatori del settimanale. Molte sue storie vengono ripubblicate in testate Disney di tutto il mondo.
Tra le sue storie Disney più apprezzate ci sono "Zio Paperone in fuga dal Natale" (disegni di Giorgio Cavazzano), "Paperinik e l'amore nell'oblio" (disegni di Paolo Mottura) per cui riceve il TopoOscar nel 2010, la saga "Zio Paperone e la sfida da 50$" (disegni di Emilio Urbano), la saga "Musicalisota" (disegni di Nico Picone).
Tra il 2012 e il 2013 co-crea e co-scrive con Davide G. G. Caci LAW - Il lato oscuro della legge, miniserie in sei albi pubblicata da Star Comics, di genere legal thriller.
Successivamente la sua produzione si estende anche al graphic novel, collaborando con l'editore Tunué. Con questo editore pubblica nel 2017 il romanzo a fumetti per ragazzi "Brina e la Banda del Sole Felino" (disegni di Christian Cornia), nel 2018 "Sospeso" (disegni di Armin Barducci) per un pubblico dai 14 anni in su e nel 2020 il sequel di Brina: "Ogni amico è un'avventura" (sempre insieme a C. Cornia). I volumi di Brina vengono pubblicati, oltre che in Italia, anche in Canada, Stati Uniti, Regno Unito, Belgio, Francia, Svizzera, Ucraina, Russia, Australia.
Parallelamente ai fumetti, dal 2010 scrive soggetti e sceneggiature per diverse serie animate e pubblicazioni ad esse collegate: PopPixie, Huntik, Mia & Me, 44 Gatti, Summer & Todd per Rainbow; Le straordinarie avventure di Jules Verne per Lux Vide; Bu-Bum! La strada verso casa per Graphilm; un cortometraggio animato di divulgazione ambientale per Studio Bozzetto.
Per Sergio Bonelli Editore ha scritto il numero 332 di Nathan Never, pubblicato nel 2019 col titolo "Etherea".
Insieme a Danilo Deninotti, Kanjano e Roberto Gagnor ha creato La SMAgliante Ada, serie di volumi a fumetti di sensibilizzazione sulla disabilità, distribuito gratuitamente nelle scuole primarie.
Ha scritto diversi racconti per l'infanzia pubblicati su Focus Pico, edito da Mondadori.
È traduttore ufficiale della serie a fumetti Atomic Robo, pubblicata in Italia da ReNoir Comics.
Ha collaborato come redattore per la Settimana Enigmistica.
Dal 2019 è docente e coordinatore dei docenti per il corso di Sceneggiatura & Storytelling della Scuola Internazionale di Comics di Milano.
Salati è anche cantante e chitarrista. Ha suonato con diverse rock band di Milano tra cui i KickStart. Tra il 2012 e il 2016 ha militato nella Alex Carpani Band, suonando in Europa e America con musicisti prog rock di rilievo quali David Jackson dei Van Der Graaf Generator, David Cross dei King Crimson, Aldo Tagliapietra de Le Orme, Lino Vairetti degli Osanna e Bernardo Lanzetti della PFM. Attualmente porta avanti un progetto solista di alternative rock con lo pseudonimo Joe Sal.